# Шувалов, Пётр Андреевич (1771)
Граф Пётр Андреевич Шувалов (1771—1808/1809) — генерал-лейтенант, генерал-адъютант императора Павла I, действительный камергер, сенатор из рода Шуваловых.

## Биография
Внук двух фельдмаршалов — графа Петра Ивановича Шувалова и графа Петра Семёновича Салтыкова, сын действительного тайного советника Андрея Петровича и статс-дамы Екатерины Петровны (урождённой Салтыковой) родился 29 июня (10 июля) 1771 года. Был крещён в церкви Рождества Пресвятой Богородицы на Невском проспекте. Его младший брат Павел Андреевич Шувалов (1776—1823) служил генерал-адъютантом при императоре Александре I.
С 1786 года камер-юнкер, с 1795 года действительный камергер, при Павле I, 28 марта 1798 года, произведён в генерал-лейтенанты, после получил чин генерал-адъютанта. С 28 марта 1798 по 21 января 1799 года — шеф Киевского кирасирского полка. Кавалер ордена Святой Анны 1-й степени.

При Александре I вышел в отставку. Обустроил на берегу реки Охты имение Вартемяки. Скончался 30 декабря 1808 (11 января 1809) года от чахотки, похоронен в некрополе Свято-Троицкой Александро-Невской лавры. В январе 1809 года А. Я. Булгаков писал брату:
… Умер также Шувалов, что на Щербатовой женат, оставив много детей, 600 тысяч долгу, а имения нет. Под конец пил с отчаяния.

## Семья
Жена (с 1797 года) — княжна Софья Григорьевна Щербатова (19.07.1780—1849), дочь князя Григория Алексеевича Щербатова и Анастасии Николаевны Долгоруковой; сестра князя А. Г. Щербатова. По словам Державина, в молодости Софья Григорьевна была «прекрасна и оборачивала на себя глаза», но с возрастом стала очень толста. Овдовев, вместе с дочерью Анастасией перешла в католичество. Вторым браком была замужем за французским графом Антуаном-Луи-Жоржем де Шленкур-Борни. Этот брак был совершен тайно и Софья Григорьевна, будучи вдовой, почему-то его скрывала. Граф Шленкур был моложе жены, собой недурен, ростом невелик и пузат. Имела двух дочерей и двух сыновей:
- Екатерина Петровна (1801—1858), в 1817 году окончила Екатерининский институт с золотым шифром средней величины[10]; фрейлина, с 15 июля 1823 года[11] замужем за прусским графом Карлом фон Шлиффеном[нем.] (1798—1845). Свадьба была в Павловске, после новобрачные уехали в Берлин. Современник писал, «не понимаю, как можно решиться выйти за иностранца и навсегда расстаться со своею родиною»[12].
- Анастасия Петровна (01.11.1801[13]—07.10.1821), под влиянием тетки (сестры отца) княгини А. Дитрихштейн вместе с матерью перешла в католичество. Умерла от чахотки и  была похоронена в Пизе, в Кампо-Санто.
- Андрей Петрович (29.08.1802—1873), обер-камергер, в 1823 году был помолвлен с Софьей Дмитриевной Нарышкиной (1808—1824), дочерью императора Александра I и М. А. Нарышкиной, но незадолго до свадьбы невеста умерла от чахотки. В 1826 году женился на Фёкле Игнатьевне Валентинович (1801—1873), вдове князя П. А. Зубова, их сыновья Пётр и Павел Шуваловы.
- Григорий Петрович (05.11.1804[14]—1859), жил главным образом в Италии, где занимался литературной деятельностью и сочинял сонеты. После смерти жены принял католичество, умер монахом в монастыре под Миланом.